# Solanderia dendritica
Solanderia dendritica is een hydroïdpoliep uit de familie Solanderiidae. De poliep komt uit het geslacht Solanderia. Solanderia dendritica werd in 1938 voor het eerst wetenschappelijk beschreven door Fraser. 